# Distretto di Dobele
Il distretto di Dobele (in lettone Dobeles Rajons) è stato uno dei 26 distretti della Lettonia.
In base alla nuova suddivisione amministrativa è stato abolito a partire dal 1º luglio 2009

## Comuni
Il distretto comprendeva città:
- Auces
- Dobeles

e i seguenti comuni
- Annenieku
- Augstkalne
- Auru
- Bēnes
- Bērzes
- Bikstu
- Bukaiši
- Dobeles
- Īles
- Jaunbērzes
- Krimūnu
- Lielauces
- Naudītes
- Penkules
- Tērvetes
- Ukru
- Vītiņu
- Zebrenes